# Lourdes Roldán
Lourdes Roldán Reyna (Città del Messico, 27 giugno 1944) è un'ex schermitrice messicana.

## Palmarès
In carriera ha conseguito i seguenti risultati:
- Giochi Panamericani:

L'Avana 1991: bronzo nella spada a squadre.